# Озерки (Иловлинский район)
Озерки — хутор в Иловлинском районе Волгоградской области, административный центр Озерского сельского поселения.
Население — 691 (2010)

## История
Дата основания не установлена. Хутор относился к юрту станицы Старогригорьевской Второго Донского округа Области Войска Донского. Согласно Алфавитному списку населённых мест Области Войска Донского 1915 года на хуторе Озерском проживало 162 души мужского и 167 женского пола, на хуторе имелись хуторское правление.
В 1921 году в составе Второго Донского округа хутор включён в состав Царицынской губернии. С 1928 года — в составе Иловлинского района Сталинградского округа (округ ликвидирован в 1930 году) Нижневолжского края (с 1934 года — Сталинградский край). С 1935 года — в составе Логовского района Сталинградского края (с 1936 года — Сталинградской области). В 1940-50-х в качестве отдельного населённого пункта выделялся хутор Почта-Озерки. В 1963 году в связи с ликвидацией Логовского района хутор вновь включён в состав Фроловского района. В составе Иловлинского района — с 1965 года.

## Общая физико-географическая характеристика
Хутор расположен в степи. К югу и юго-западу от хутора простираются частично закреплённые Арчединско-Донские пески. Центр хутора расположен на высоте около 65 метров над уровнем моря. Почвы тёмно-каштановые.
Через хутор проходит автодорога, связывающая село Лог и федеральную трассу «Каспий» с хутором Белужино-Колдаиров (с выездом на паромную переправу на станицу Сиротинскую). По автомобильным дорогам расстояние до областного центра города Волгограда составляет 110 км, до районного центра города Иловля — 35 км. В районе хутора на реке Дон расположена паромная переправа к станице Новогригорьевской. Ближайшая железнодорожная станция расположена в селе Лог (12 км).
Климат
Климат умеренный континентальный (согласно классификации климатов Кёппена — Dfa). Температура воздуха имеет резко выраженный годовой ход. Среднегодовая температура положительная и составляет + 7,8 °С, средняя температура января −8,1 °С, июля +23,3 °С. Расчётная многолетняя норма осадков — 387 мм, наибольшее количество осадков выпадает в июне (44 мм), наименьшее в марте (22 мм).
Часовой пояс
Озерки, как и вся Волгоградская область, находится в часовой зоне МСК (московское время). Смещение применяемого времени относительно UTC составляет +3:00.

## Население
Динамика численности населения по годам:
| 1915 | 1987 | 2002 |
| ---- | ---- | ---- |
| 329  | ≈750 | 600  |

| 2010 |
| ---- |
| 691  |